# هارانکاهاوا
هارانکاهاوا (به لاتین: Harankahawa) یک منطقهٔ مسکونی در سری‌لانکا است که در استان مرکزی (سری‌لانکا) واقع شده‌است.